# Cayetano Puglisi
Cayetano Puglisi (Mesina, Italia; 2 de enero de 1902 – Buenos Aires, Argentina; 2 de noviembre de 1968) fue un violinista, compositor y director de orquesta argentino de origen italiano. Reconocido como una de las figuras más destacadas del tango en la Argentina, su estilo característico y su técnica depurada lo convirtieron en un referente de la época de oro del género.

## Vida
Nació en Mesina, Sicilia, Italia, en el seno de una familia de músicos. A los 7 años, se trasladó con su familia a Buenos Aires, donde inició sus estudios de violín con el maestro Pessina. Su inclinación por la música clásica lo llevó a realizar un concierto en el Teatro Nuevo, lo que le valió una beca del diario La Prensa para perfeccionar sus estudios en Europa. Sin embargo, debido al estallido de la Primera Guerra Mundial en 1914, no pudo concretar este viaje.
En su adolescencia, Puglisi comenzó a tocar en cafés y bares del barrio de La Boca. Formó un trío con Carlos Marcucci (bandoneón) y Pedro Almirón (piano), conocido como el "Trío de los Pibes", que actuaba en el bar Iglesias de la calle Corrientes. A los 14 años, fue descubierto por el director de orquesta Roberto Firpo, quien lo incorporó a su conjunto como segundo violín en 1916.
Además de su colaboración con Firpo, integró las orquestas de Francisco Canaro, Enrique Delfino y Pedro Maffia. En 1928, formó su propio sexteto, con el que grabó para el sello Víctor.
En 1940, tras la disolución de su orquesta, Puglisi se unió a la orquesta de Juan D'Arienzo, donde desempeñó el papel de primer violín. Su estilo único y su técnica depurada aportaron una sonoridad distintiva a la agrupación, consolidando su lugar en la historia del tango.
Cayetano Puglisi falleció el 2 de noviembre de 1968 en Buenos Aires.
A lo largo de su carrera, Puglisi compuso varios tangos que se convirtieron en clásicos del género. Entre sus obras más conocidas se encuentran "Milonguero", "Sueño florido", "Alma criolla" y "Diez años" .